# Macrotoma hayesii
Macrotoma hayesii é um inseto da ordem Coleoptera e da família Cerambycidae, subfamília Prioninae; um raro besouro de habitat tropical e florestal, endêmico da Ilha do Príncipe, em São Tomé e Príncipe, na costa ocidental da África; considerado o maior cerambicídeo africano (NÈVE, Gabriel et al., 2022). A espécie fora descrita em 1833 pelo entomologista inglês Frederick William Hope, com a denominação Prionus hayesii (na publicação Proceedings of the Zoological Society of London, página 64) em homenagem ao capitão John Hayes, que foi comodoro na África Ocidental de 1830 a 1832.

## Descrição e hábitos
Possui corpo alongado, com até 12 centímetros de comprimento e coloração negra; dotado de antenas pretas, serrilhadas e filiformes, mais longas que o comprimento do corpo; com élitros de textura áspera e visivelmente estriados longitudinalmente, protórax serrilhado lateralmente e pernas alongadas, também serrilhadas. A planta-alimento de suas larvas é Pentaclethra macrophylla e o tamanho do imago e do indivíduo adulto indica que o seu ciclo de vida pode durar vários anos até o seu desenvolvimento completo. Podem ser atraídos pela luminosidade durante o período noturno.

## Conservação
As larvas de quase todas as espécies de Cerambycidae da subfamília Prioninae desenvolvem-se em troncos cortados ou já secos, por isso os seus representantes não têm tanta importância econômica para as plantas cultivadas (LIMA, Costa, 1953), portanto, a conservação de Macrotoma hayesii exige a manutenção de florestas antigas com árvores em decomposição no Parque Natural do Príncipe, incluindo suas oliveiras (NÈVE, Gabriel et al., 2022).